# Gavin Didzilatis
Gavin Didzilatis (* 28. Februar 2002 in Uelzen) ist ein deutscher Fußballtorhüter.

## Sportlicher Werdegang
Didzilatis spielte in der Jugend bei der Jugend-Spielgemeinschaft JSG Ebstorf/Uhlen-Kickers/Ripdorf im Landkreis Uelzen und kam über Nominierungen für die Kreisauswahl, DFB-Stützpunktauswahl und Landesauswahl Niedersachsen 2016 in den Nachwuchsbereich des Hamburger SV. Von der U15 bis zur U19 war er die Nummer 1 im Tor der Hamburger und absolvierte in der U17/U19 40 Junioren-Bundesligaspiele.
Zur Saison 2021/22 rückte er in die zweite Mannschaft auf, die in der viertklassigen Regionalliga Nord spielte. Hier war er Ersatzmann hinter Leo Oppermann, kam aber am ersten Spieltag bei der 2:4-Niederlage gegen die SV Drochtersen/Assel als Einwechselspieler zu seinem Ligadebüt, als Oppermann nach einer Notbremse des Feldes verwiesen wurde. In der Folge rutschte er als dritter Torhüter zeitweise aus dem Spieltags-Kader. Später saß er wieder regelmäßig auf der Ersatzbank und bestritt zum Anschluss der Endrunde gegen den SV Atlas Delmenhorst sein zweites Saisonspiel.
Zur Saison 2022/23 wechselte Didzilatis zum 1. FC Köln, bei dem er der zweiten Mannschaft in der Regionalliga West angehörte und dem dritten Torwart der Profis, Jonas Urbig, den Vortritt lassen musste. Er absolvierte drei Ligaspiele. Weitere Einsätze verhinderte auch eine rote Karte am 17. Spieltag gegen den SV Lippstadt 08.
Zur Saison 2023/24 kehrte er in den Norden zurück und wurde beim Drittligisten VfB Lübeck als dritter Torwart hinter Philipp Klewin und Florian  Kirschke verpflichtet. Dort kam er in der Rückrunde am 11. Mai 2024 beim 1:6 gegen den FC Ingolstadt 04 zu seinem Debüt. Nach dem Abstieg kam es zu einem Umbruch in der Mannschaft. Didzilatis verlängerte er beim Regionalligisten seinen Vertrag für die Saison 2024/25. Nach einer Erkrankung zu Beginn der Saison-Vorbereitung fand der angedachte Zweikampf mit dem neu verpflichteten Noah Oberbeck nicht statt. Erst am 9. Spieltag kam er zu seinem Saison-Debüt unter Trainer Guerino Capretti gegen Spitzenreiter SV Meppen. Er absolvierte anschließend 20 Saisonspiele als Stammtorhüter. Am Saisonende verließ er den Verein mit seinem Vertragsende.